# 2MASS J07533217+2917119
2MASS J07533217+2917119 ist ein Brauner Zwerg im Sternbild Zwillinge. Er wurde 2000 von J. Davy Kirkpatrick et al. entdeckt. Er gehört der Spektralklasse L2 an.